# Педро Мунітіс
Педро Мунітіс (ісп. Pedro Munitis, нар. 19 червня 1975, Сантандер) — колишній іспанський футболіст, нападник. Згодом — футбольний тренер.
Насамперед відомий виступами за клуби «Расінг», «Реал Мадрид» та «Депортіво», а також національну збірну Іспанії.

## Клубна кар'єра
У дорослому футболі дебютував 1995 року виступами за «Расінг», в якому провів чотири сезони, з перервою на річну оренду в «Бадахос».
Своєю грою за сантандерців привернув увагу представників тренерського штабу клубу «Реал Мадрид», до складу якого приєднався влітку 2000 року за 6,8 млн фунтів. Відіграв за клуб із Мадрида наступні два сезони своєї ігрової кар'єри, але не закріпився у складі вершкових і повернувся на правах оренди в рідний «Расінг».
2003 року на правах вільного агента уклав контракт з клубом «Депортіво». Граючи за «Депортіво» здебільшого виходив на поле в основному складі команди, де і провів наступні три роки своєї кар'єри гравця до завершення контракту.
Влітку 2006 року втретє у кар'єрі повернувся до рідного «Расінга». Протягом наступних шости сезоні встиг відіграти за клуб із Сантандера ще 191 матч в національному чемпіонаті, в якому забив 12 голів. Влітку 2012 залишив сантандерську команду і невдовзі оголосив про завершення ігрової кар'єри.

## Виступи за збірну
27 березня 1999 року дебютував в офіційних матчах у складі національної збірної Іспанії в кваліфікаційному матчі на Євро-2000 проти збірної Австрії, який завершився нищівною поразкою австрійців з рахунком 9-0.
У складі збірної був учасником чемпіонату Європи 2000 року у Бельгії та Нідерландах, на якому, навіть, забив гол.
Всього за чотири роки провів у формі головної команди країни 21 матч, забивши 2 голи.

## Тренерська робота
Відразу після заершення ігрової кар'єри 2012 року почав пробувати свої сили на тренерській роботі. Спочатку працював з жіночою командою «Реосін», згодом з юнацькою командою «Бансандер».
4 березня 2015 року повернувся до «Расінга» (Сантандер), ставши асистентом головного тренера клубу. Пізніше того ж року був призначений очільником тренерського штабу клубу.
2016 року, після звільнення із «Расінга», став головним тренером команди «Понферрадіна», де також пропрацював протягом сезону. Згодом у 2018–2019 роках тренував «УКАМ Мурсія».

## Титули і досягнення
- Чемпіон Іспанії (1):

«Реал Мадрид»: 2000-01
- Володар Суперкубка Іспанії з футболу (1):

«Реал Мадрид»: 2001
- Переможець Ліги чемпіонів УЄФА (1):

«Реал Мадрид»: 2001-02